# Гангеблов, Семён Георгиевич
Семён Георгиевич (Егорович) Гангеблов (24 мая 1757, Москва — 17 февраля 1827, Богодаровка) — российский генерал-майор, участник русско-турецких войн и Отечественной войны 1812 года.

## Биография
Отец его, Георгий (Егор) Христофорович, грузинский дворянин, переселившийся в Россию, скончался в 1772 году в чине майора русской армии от полученной в бою с турками раны.
Поступил в действительную службу 1 января 1771 году в Чёрный гусарский полк капралом. Будучи уже вахмистром, в 1777 году по случаю расформирования полка был переведён кадетом в Молдавский гусарский позднее переформирован в Херсонский легкоконный полк. В следующем году был произведён в чин прапорщик, в 1783 году — в поручики, а в 1788 году переведён в Орловский пехотный полк. В этом же году Гангеблов принял участие в Русско-турецкой войне и находился при осаде Очакова с 1 по 6 декабря. Во время приступа к этой крепости, он один из первых взошёл на неприятельский бастион и был ранен пулей в левую ногу. За этот подвиг он был награждён чином капитана и Очаковским золотым знаком. В сентябре 1789 году, находясь в отряде генерал-майора Де Рибаса, участвовал во взятии Хаджибейского замка. Осенью 1790 года находился с десантным отрядом на эскадре контр-адмирала Ушакова, крейсировавшей перед устьями Дуная.
В мае 1792 года отправился в Польшу, где 1 января 1793 года получил чин секунд-майора. Находясь в Варшаве, был свидетелем бунта, вспыхнувшего 5 апреля 1794 года и спасся от смерти благодаря великодушию одного знакомого польского семейства, которое с огромным риском для себя укрыло его в своём доме. Затем, переодетый, с большой опасностью для жизни добрался до русской батареи, где принял команду над сборным отрядом, с которым и отступил из города и соединился с генералом Игельстромом. Генерал Ферзен, обложив Варшаву, назначил Г. батальонным командиром в Екатеринославский егерский корпус. В сражении под Мациевицами Гангеблов с небольшим отрядом выбил неприятельских стрелков из леса, за что получил чин премьер-майора (29 сентября). На Прагском приступе 24 октября С. Г. Гангеблов находился со своим батальоном в голове колонны генерал-майора Тормасова и в назначенный для приступа час со стрелками пошёл впереди колонны, под сильным огнём врага бросился на вал и овладел неприятельской батареей, затем ударил на отступавших поляков в штыки и прежде всех прибыл к мосту, соединявшему Прагу с Варшавой. Узнав о подвиге Гангеблова, Александр Суворов потребовал его к себе и поздравил подполковником (произведён в этот чин 28 июня 1795 года); кроме того, Гангеблов получил золотой знак в память Прагского приступа. После покорения Варшавы Гангеблов находился в корпусе Ферзена, преследовавшего неприятельские войска, спасшиеся из Варшавы, под начальством Вавржецкого.
14 ноября 1795 года был переведён, по расформировании Екатеринославского егерского корпуса, в 1-й Егерский батальон (впоследствии 9-й батальон и 8-й егерский полк). 30 апреля 1798 года произведён в полковники, а 27 сентября 1799 года — в генерал-майоры с назначением шефом Егерского своего имени полка (с 1801 года — 12-й егерский). Полк этот находился в то время в армии Суворова. Гангеблов прибыл к своему полку, когда он был уже в Германии на обратном пути в Россию.
В 1803 году он со своим полком был командирован на Кубань, в 1804 году переведён в Крым, а в 1807 году участвовал в осаде Анапы, за что был награждён орденом Святого Владимира 3-й степени.
Летом 1809 года за содействие снаряжению за Кубань экспедиции под начальством генерал-майора Панчулидзева получил орден Святой Анны 1-й степени.
В сентябре 1810 года был назначен начальником десантных войск на эскадре контр-адмирала Г. А. Сарычева, снаряжённой для взятия Трапезунда. Действия десанта были неудачны на суше, и эскадра вынуждена была возвратиться в Севастополь, за что Гангеблов был отставлен от службы, но через полгода снова принят на службу и назначен шефом того же 12-го егерского полка, а сама отставка его от службы не была внесена в его послужной список.
При начале Отечественной войне 1812 года получил приказание идти с 1‑м и 3‑м батальонами своего 12-го егерского полка в Молдавскую армию адмирала Чичагова. Он соединился с ней на другой день после переправы Наполеона через Березину и, поступив в корпус графа Ланжерона, участвовал в преследовании отступавшего Наполеона от Березины до Немана, а с января по март 1813 года в осаде Торна. После сдачи Торна 7‑го мая участвовал в деле при Кенигсварте, а 8‑го и 9‑го в сражении под Бауценом, за которые получил орден св. Георгия 4 класса. Во время битвы 9‑го мая он сильной контузией в правый бок был сброшен с лошади, что заставило его оставить поле сражения. Он вернулся в Россию и по окончании войны был назначен бригадным командиром в 13‑ю пехотную дивизию, но по болезни не мог вступить в должность и был назначен состоять по армии.
20 марта 1818 года по собственному прошению был уволен «за ранами» от службы с «мундиром и полным содержанием».
Семён Георгиевич Гангеблов умер 17 февраля 1827 года в селе Богодаровка и был похоронен при церкви Святой Троицы в имении жены.

## Семья
Женат был на княжне Екатерине Спиридоновне Манвеловой (1773—1853). От брака имел шестерых детей — троих сыновей и троих дочерей. Сын Александр Семёнович (1801—1891) — поручик лейб-гвардии Измайловского полка, член Петербургской ячейки Южного тайного общества, был приговорён по делу декабристов к четырёхмесячному заключению в крепости и переводу тем же чином в армию. Дочь Екатерина Семёновна была замужем за Александром Александровичем Лаппо-Данилевским (1802—1871), — дедом историка А. С. Лаппо-Данилевского.